# Oviparie

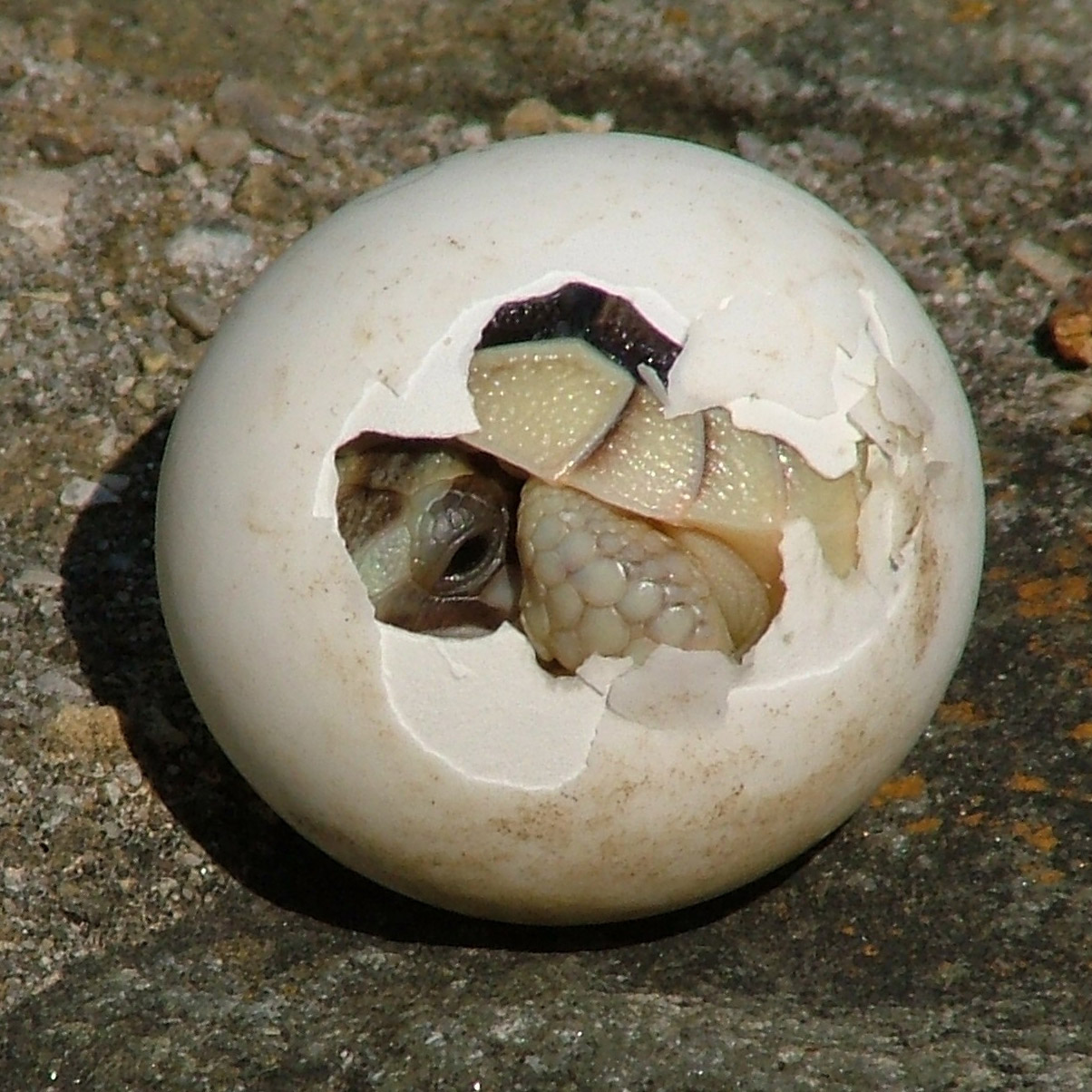
Schlüpfende Schildkröte

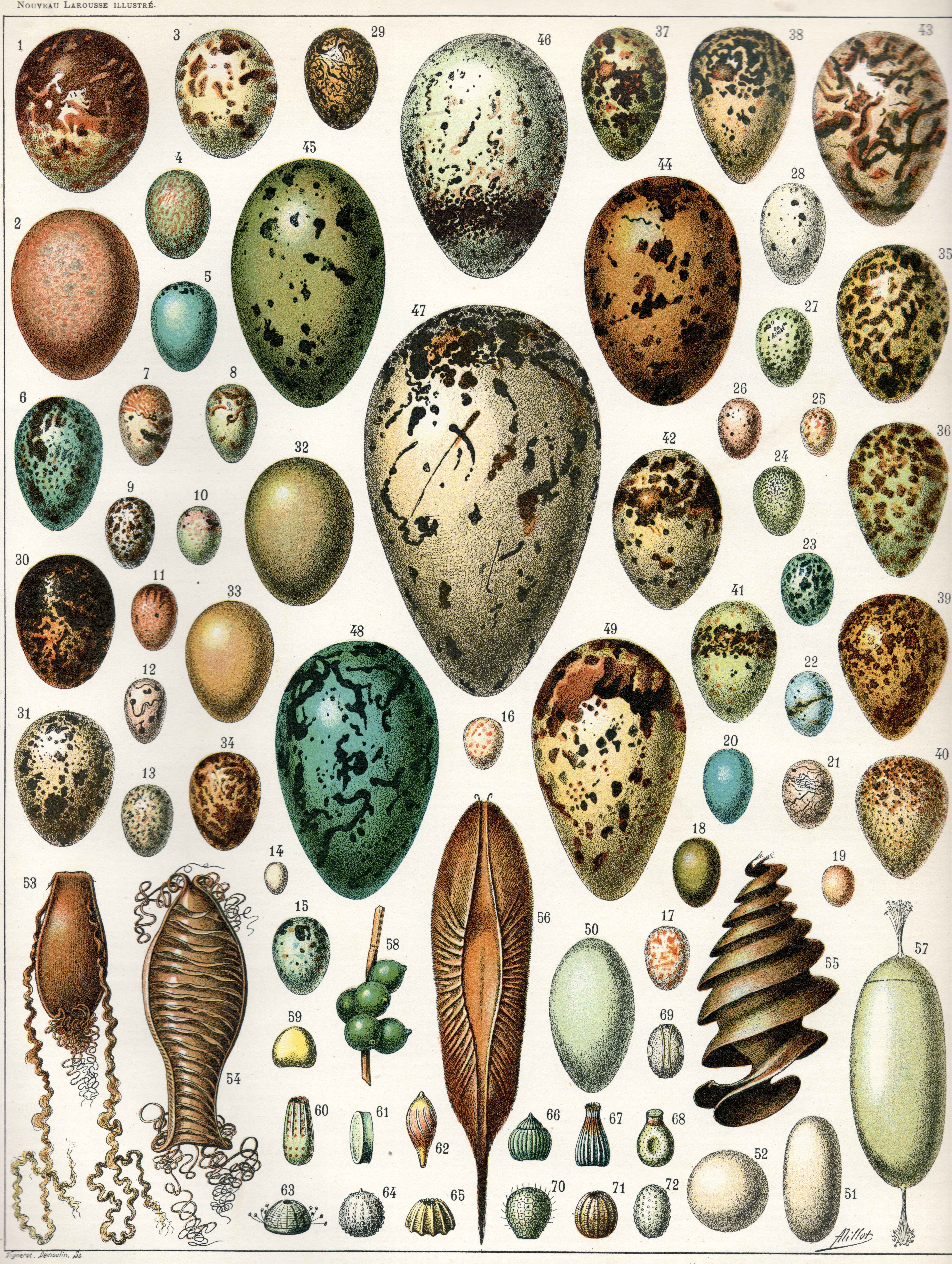
Anhand von Form, Farbe, Musterung und Größe lassen sich die Eier unterschiedlicher oviparer Tierarten unterscheiden

Als ovipar (lateinisch oviparus ‚eigeboren‘) bezeichnet man Tiere, die Eier legen. Diese Tiere machen mit 99 Prozent den Großteil aller Tierarten aus.
Der Oviparie steht die Viviparie gegenüber. Die Vertreter beider Fortpflanzungsformen stellen keine taxonomischen Gruppen (Taxon) dar, sondern werden lediglich über Unterschiede bei der geschlechtlichen Fortpflanzung gegeneinander abgegrenzt.
Der Begriff der Oviparie ist eng mit dem Taxon der Amniota verknüpft, deren Eigenschaft es ist, sich ohne freies Larvalstadium unabhängig von Gewässern fortpflanzen zu können.

## Definition und Beispiele
Bei Oviparie handelt es sich um eine Fortpflanzungsform, bei der entweder befruchtete Eier abgelegt werden oder die Eier unmittelbar nach der Eiablage befruchtet werden. Die innere Befruchtung findet dabei vor der Eiablage durch Begattung oder durch die Übergabe einer Spermatophore statt. Weichschalige Eier, wie der Laich von Fischen, Amphibien, Schwämmen, Blumentieren (wie Korallen) wird dabei oftmals durch äußere Besamung befruchtet, bei der die unbefruchteten Eier im Wasser von den abgegebenen männlichen Spermien befruchtet werden.
Der Embryo wird während seiner gesamten Embryogenese (Embryonalentwicklung) vom im Ei gespeicherten Dotter ernährt. Hat das Jungtier nach der Eiablage eine bestimmte Größe und damit ein bestimmtes Entwicklungsstadium erreicht, schlüpft es aus. Die Anzahl der Jungtiere ist bei oviparen Arten in der Regel höher als bei lebend gebärenden Spezies.
Abzugrenzen ist die Oviparie von der Viviparie. Tiere, bei denen die Embryonalentwicklung im Mutterleib abläuft und Jungtiere anschließend geboren werden, sind vivipar oder lebendgebärend. Echte Viviparie besteht nur bei höheren Säugetieren (Plazentatiere), bei denen die Versorgung des Embryos über eine Plazenta erfolgt.
Ovipar sind Vögel, innerhalb der Säugetiere die Kloakentiere, die meisten Reptilien, inklusive der Dino- und anderer Saurier, sowie der überwiegende Teil der Schwanzlurche, Gliederfüßer, Würmer und Insekten.

## Sonderformen

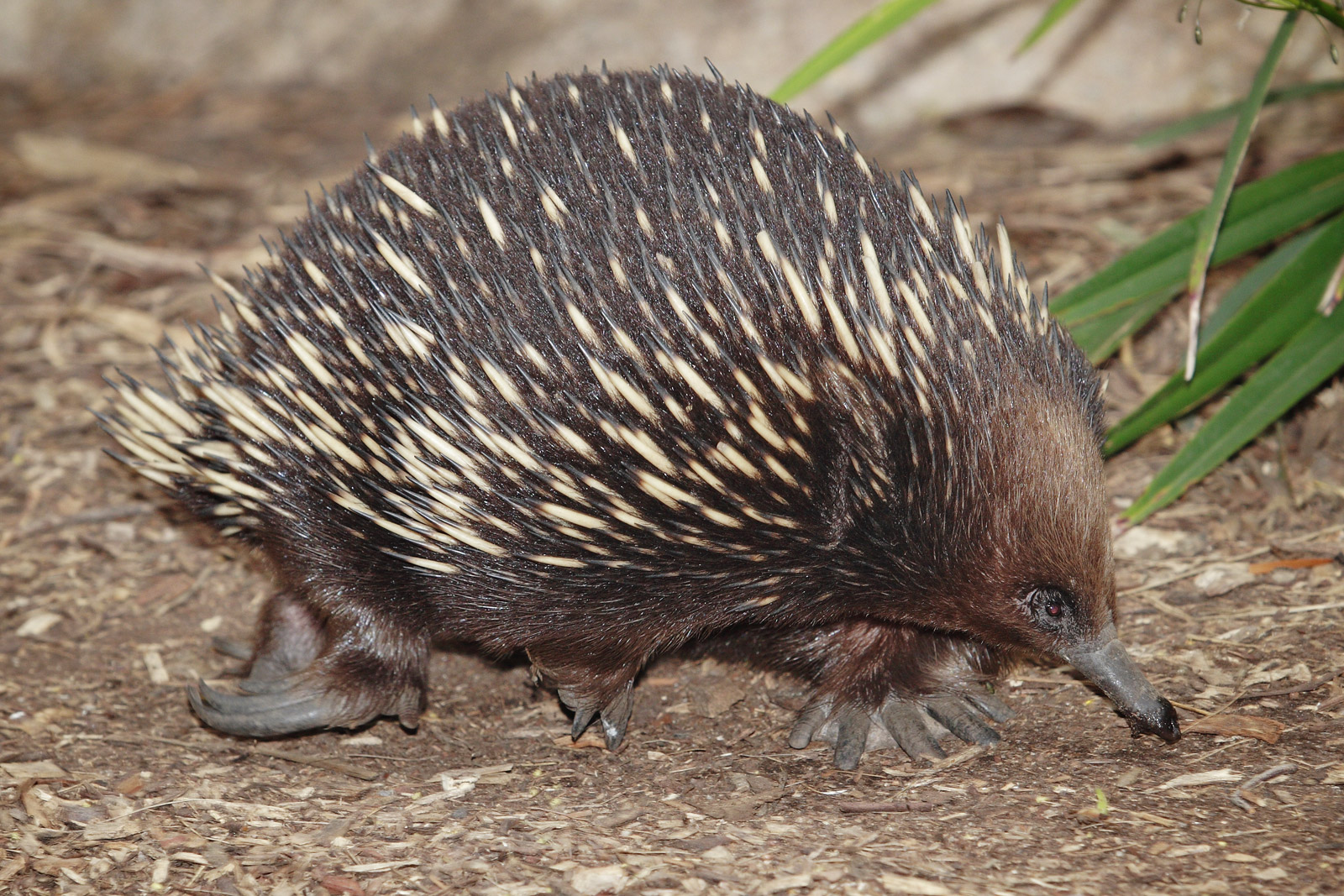
Der Kurzschnabeligel zählt zu den wenigen oviparen Säugetieren

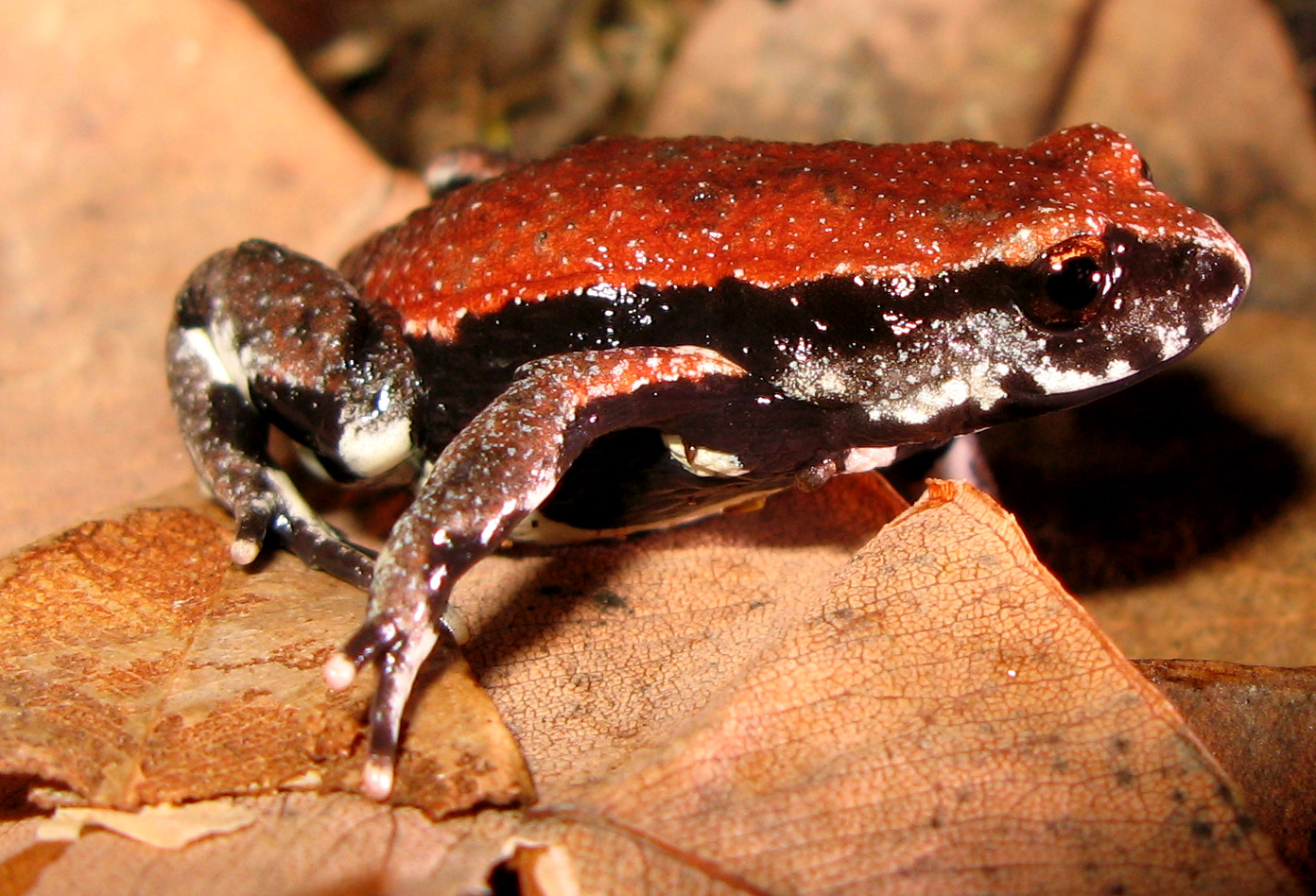
Frösche der Gattung Pseudophryne wie dieser Pseudophryne coriacea legen keine Eier

### Ovoviviparie
Eine Spezialform der Oviparie beziehungsweise eine Übergangsform zwischen Oviparie und Viviparie ist die Ovoviviparie. Dabei verbleiben die Embryonen im Mutterleib in ihren Eiern, wo sie durch den Dotter versorgt werden. Erst wenn ihre Embryonalentwicklung abgeschlossen ist, schlüpfen die Jungtiere, kurz vor, während oder direkt nach der Geburt aus ihren Eiern. Obwohl ovovivipare Tiere ihre Eier im Leibesinneren ausbrüten, ist die Bezeichnung lebendgebärend nicht zutreffend. Das Verhalten gilt als evolutionäre Anpassung, da es die Risiken, denen die Eier durch Hitze, Kälte, Trockenheit oder Räuber ausgesetzt wäre, verringert.
Verschiedene Skinke, Boas, Vipern, Seeschlangen und Schleichen sind ovovivipar.
Auch von Haien und anderen Knorpelfischen, wenigen Knochenfischen, einigen Spinnen und Blattläusen ist ein ähnliches Fortpflanzungsverhalten bekannt.

### Ovuliparie
Ovuliparie (von Ovulation – als Entstehung unbefruchteter Eizellen) liegt vor, wenn unbefruchtete Eier abgelegt werden, die erst außerhalb des Körpers der Mutter befruchtet werden, also durch äußere Befruchtung. Ovulipar sind die meisten Knochenfische und der größte Teil der Froschlurche.

### Ovipare Säugetiere
Die einzigen eierlegenden Säugetiere sind die Kloakentiere, von denen es nur noch fünf rezente Arten gibt; das Schnabeltier (Ornithorhynchus anatinus), den Kurzschnabeligel (Tachyglossus aculeatus) und die drei Arten der Langschnabeligel (Zaglossus).

### Vivipare Froschlurche
Beinahe alle Froschlurche legen Eier. Ausnahmen gibt es lediglich bei Australischen Südfröschen der Gattungen Pseudophryne.